# Crateva trifoliata
Crateva trifoliata är en kaprisväxtart som först beskrevs av William Roxburgh, och fick sitt nu gällande namn av Bi Sin Sun. Crateva trifoliata ingår i släktet Crateva, och familjen kaprisväxter. Inga underarter finns listade i Catalogue of Life.